# Eleccions legislatives daneses de 1957
Les eleccions legislatives daneses de 1957 se celebraren el 14 de maig de 1957. El partit més votat foren els socialdemòcrates i formaren un govern de minoria dirigit per Hans Christian Hansen.
| Partit                           | Líder                  | Vots           | %              | Escons         | +/-            |                |
| -------------------------------- | ---------------------- | -------------- | -------------- | -------------- | -------------- | -------------- |
| Socialdemokratiet                | Hans Christian Hansen  | 910,170        | 39.4           | 70             | -4             |                |
| Venstre                          | Erik Eriksen           | 578,932        | 25.1           | 45             | +3             |                |
| Det Konservative Folkeparti      | Aksel Møller           | 383,843        | 16.6           | 30             | -              |                |
| Socialistisk Folkeparti          | Aksel Larsen           | 149,440        | 6.1            | 11             | Nou            |                |
| Det Radikale Venstre             | Jørgen P. L. Jørgensen | 179,822        | 7.8            | 14             | -              |                |
| Danmarks Retsforbund (E)         |                        | 122,759        | 5.3            | 9              | +3             |                |
| Danmarks Kommunistiske Parti (K) |                        | 72,315         | 3.1            | 6              | -2             |                |
| De Uafhængige (U)                |                        | 53,061         | 2.3            | 0              | -              |                |
| Schleswigsche Partei (S)         |                        | 9,202          | 0.4            | 1              | -              |                |
| Participació                     | Participació           | 83,5%          | 83,5%          | 83,5%          | 83,5%          | 83,5%          |
| Font                             | Font                   | Folketinget.dk | Folketinget.dk | Folketinget.dk | Folketinget.dk | Folketinget.dk |